# Haute école de commerce et de management
La Haute école de commerce et de management en abrégé (HECM), est une université privée implantée dans sept localités du Bénin depuis sa création en 1999,,.

## Création
Créée en 1999, la Haute école de commerce et de management (HECM) est implantée dans 7 localités du Bénin a savoir Cotonou ( Jéricho et Akpakpa), Calavi (Gbodjè, Atrokpocodji), Porto-Novo, Bohicon et Parakou,,

## Formations
HECM offre des séances de management, des technologies de l'information et de la communication. L'école dispose de 19 filières de Licence et Master.
Formation BAC+3

Finance Comptabilité et Audit (FCA)
Banque Finance et Assurance (BFA)
Marketing, Communication et Commerce (MCC)
Gestion des Ressources Humaines (GRH)
Transport et Logistique (TL)
Entrepreneuriat et Gestion des Projets (EGP)
Tourisme et Hôtellerie (TH)
Journalisme (JL)
Génie Informatique (GI)
Réseaux Informatiques et Télécommunications (RIT)
Contrôle Qualité Génie Agroalimentaire (CQGA)
Assistant de Direction (AD)
Analyses Biomédicales (AB)
Formation BAC+5 MASTERS

Audit et contrôle de Gestion
Marketing Stratégique et Publicité
Management des Projets
Administration et Gestion des Ressources Humaines
Banque Assurance
Fiscalité
Génie Informatique

## Admission
Sur étude de dossier.